# Ерёмин, Александр Алексеевич
Алекса́ндр Алексе́евич Ере́мин (1909, д. Гремячка, Нижний Новгород  — 1993, Нижний Новгород?) — советский писатель исторической тематики, литературовед, заведующий кафедрой русской литературы (1945–1947), декан (1946–1947) историко-филологического факультета Молотовского университета. Специалист по творчеству  А. С. Пушкина, истории русской литературы XIX века.

## Биография
Родился 9 сентября 1909 года  в деревне Гремячка под Нижним Новгородом в семье крестьянина–старообрядца (кулугура). Работал в средней школе, в Муромском учительском институте.

### Пермский период
С 16 сентября 1945 года зачислен на должность доцента кафедры русской литературы Пермского университета (в порядке перевода из Муромского учительского института).
С 16 января 1946 по 10 сентября 1947 года — временно исполняющий обязанности заведующего кафедрой русской литературы Пермского университета.
С 16 января 1946 по 10 сентября 1947  года — декан историко-филологического факультета Пермского университета. Уволен по собственному желанию в связи с возвращением на родину.
О лекциях А. А. Ерёмина вспоминала одна из известных преподавателей каф. русской литературы Пермского университета М. А. Ганина:

Русскую литературу второй половины XIX века и XX века читал А. А. Еремин. Особенностью его лекций было то, что каждую новую тему он начинал с обзора литературы, выделяя достаточно мало исследованные и совсем не исследованные проблемы творчества писателей. Это было очень важно для будущих преподавателей и исследователей литературы. А. А. Ерёмину были свойственны чёткость постановки вопросов, конкретность, лаконизм. Всё это было очень поучительно.

### Горьковский период
В 1947 году переехал в г. Горький, работал в Горьковском университете.
Сотрудничал в литературном журнале «Волга».

## Писательское и литературоведческое творчество
В 1951 году написал книгу «Пушкин в Нижегородском крае», в которой исследует пребывание поэта в Нижегородском крае в 1830,1833 и 1834 годах.
Чуть позже от чисто академической манеры повествования Еремин сознательно перешёл и пришел к творческому, художественному воплощению образа великого поэта: его следующая книга о Пушкине — «После восстания», где А. А. Еремин осмыслял духовную атмосферу российского общества после восстания декабристов.
Углубляя эту тему, он обращается к судьбе рано умершего поэта Д. Веневитинова в повести «Недопетая песня» (1981), сосредоточившись на его поэтическом творчестве. Одним из действующих лиц повести становится А. С. Пушкин.
В 1972 году, продолжая изучать А. С. Пушкина, написал новую книгу «Пушкин в Болдине». В книге освещено пребывание А. С. Пушкина в нижегородском селе Большое Болдино в 1830, 1833, 1834 годах. Наряду с раскрытием фактов биографического порядка, автор анализирует произведения, созданные А. С. Пушкиным в болдинский период.
К 750-летию основания Нижнего Новгорода написал повесть «Волжская крепость» (1971), в которой рассказывается об основании Нижнего Новгорода князем Юрием Всеволодовичем. Отраженные в ней события происходили во Владимиро-Суздальской Руси в период между 1210—1239 годами.
За ней следует повесть на историко-революционную тему «По белу свету» (1978), в которой действуют и исторические, и вымышленные, созданные воображением прозаика, лица. В 1988 году выходит «Три славных дня» — историческая повесть о русском юноше Михаиле Кологривове, который принимал участие в революционных событиях во Франции в июле 1830 года.

(Произведения А. А. Еремина) густо населены героями-нижегородцами, реально существовавшими. Он описывает их жизнь и деятельность не только в России, но и в разных странах мира. Благодаря кропотливому и глубокому изучению документов, исторических трудов, благодаря обширным знаниям истории он свободно описывает жизнь и быт стран, в которых действуют его герои. Такое под силу только истинному труженику литературы, обладающему огромной субъективной культурой.

Одни из последних повестей писателя отмечены оригинальным лирическим началом, современным звучанием — «Прощальная улыбка» и «Рябиновая гряда».

## Избранные произведения
- Пушкин в Нижегородском крае. — Горький: Горьковское областное государственное издательство, 1951. — 276 с. (недоступная ссылка)
- После восстания. — Горький: Горьковское областное государственное издательство, 1958. — 335 с.
- Недопетая песня. — Горький: Горьковское книжное издательство, 1962. — 236 с.
- Волжская крепость / Послесл. канд. ист. наук И. А. Кирьянова. — Горький: Волго-Вятское книжное издательство, 1971. — 280 с. — 15 000 экз.
- Пушкин в Болдине. — Горький: Волго-Вятское книжное издательство, 1972. — 144 с.
- По белу свету. — Горький: Волго-Вятское книжное издательство, 1978.
- Седьмой дар. — Горький: Волго-Вятское книжное издательство, 1986.
- Три славных дня. — Горький: Волго-Вятское книжное издательство, 1988. — ISBN 5-7420-0055-3.